# والورده د کامینو
والورده د کامینو (به اسپانیایی: Valverde del Camino) یک دهستان در اسپانیا است که در استان اوئلوا واقع شده‌است. والورده د کامینو ۲۱۸٫۷ کیلومتر مربع مساحت و ۱۲٬۹۰۲ نفر جمعیت دارد و ۲۶۰ متر بالاتر از سطح دریا واقع شده‌است.

## خواهرخوانده
شهر اکتروپ خواهرخواندهٔ والورده د کامینو هست.